# Manobra de Kristeller

Ilustração sobre a técnica

Manobra de Kristeller é uma técnica obstétrica obsoleta executada durante o parto. Consiste na aplicação de pressão na parte superior do útero com o objetivo de facilitar a saída do bebê. A manobra foi idealizada pelo ginecologista alemão Samuel Kristeller, que a descreveu em 1867.
É realizada por auxiliar do obstetra, juntando-se as duas mãos no fundo do útero, sobre a parede abdominal, com os polegares voltados para frente, tracionando-se o fundo do útero em direção à pelve, no exato momento em que ocorre uma contração uterina durante o parto natural. Pode também ser utilizada durante a cirurgia cesárea.
É importante ressaltar que "A  Manobra de Kristeller é reconhecidamente danosa à saúde e, ao mesmo tempo, ineficaz, causando à parturiente o desconforto da dor provocada e também o trauma que se seguirá indefinidamente” (REIS, 2005). Além disso, a utilização da manobra de Kristeller no período expulsivo (categoria C da OMS), em cerca da metade dos partos, evidencia o alto grau de interferência na evolução do parto, contrariando as evidências para que esse transcorra com o mínimo de intervenções possíveis. A frequente utilização de soro interfere na evolução natural do trabalho de parto por prejudicar a deambulação e limitar a parturiente ao leito. 
Existem casos jurídicos em que o responsável legal pelo parto foi condenado a pagar por danos físicos, estéticos e pensão, a um recém-nascido que sofreu paralisia por conta da aplicação deste procedimento que pode ser igualmente danoso à mãe.
O ministério da Saúde e a Organização Mundial de Saúde desencorajam esse tipo de procedimento e em alguns lugares do mundo ele é, inclusive, proibido.